# Margines (typografia)

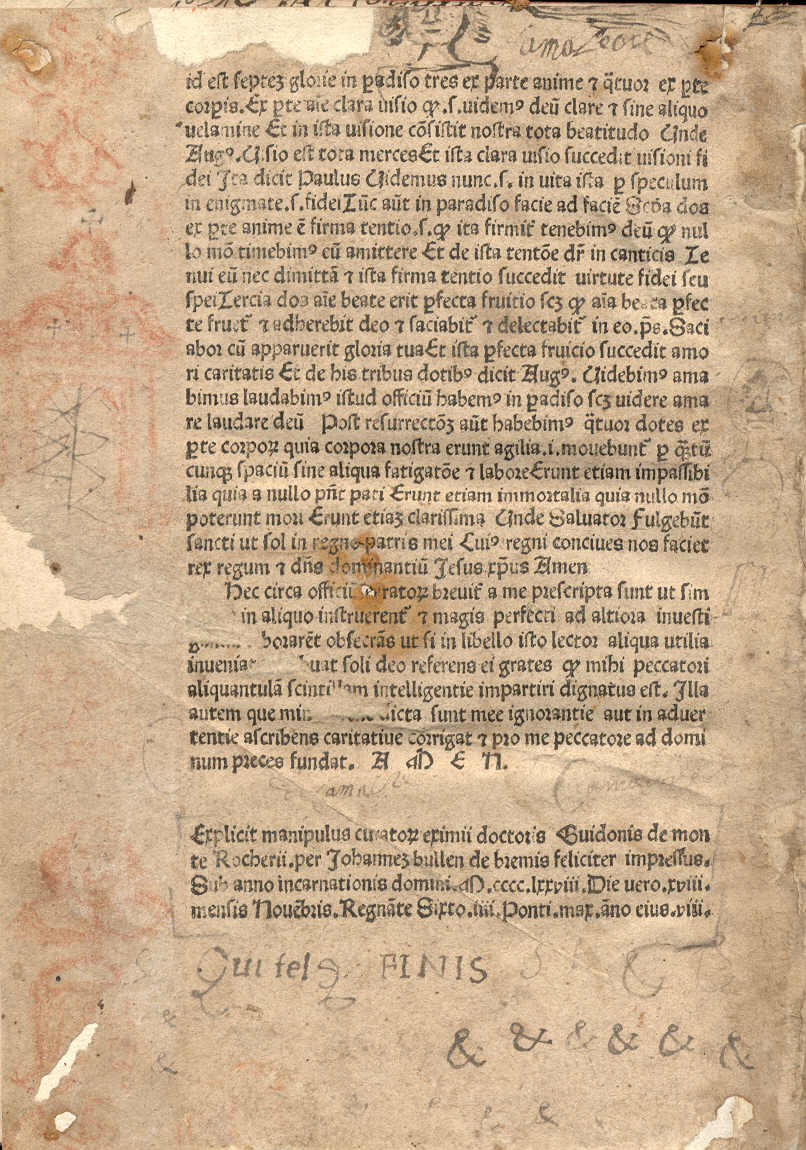
Marginesy w druku XV-wiecznym

Margines – powierzchnia między kolumną tekstu a krawędziami stronicy. W typografii marginesy pełnią trzy podstawowe funkcje:
1. scalają kolumnę ze stronicą oraz strony wzajemnie się widzące,
2. stanowią ramy kolumny, zgodnie z opracowanym wcześniej projektem,
3. sprawiają, że kolumna tekstu staje się dla czytelnika dobrze widoczna i praktyczna[1].

Wyróżniamy dwa rodzaje marginesów:
- margines wewnętrzny – inaczej zwany grzbietowym, znajduje się między kolumną a grzbietową krawędzią stronicy. Jest najwęższym marginesem na stronie, ponieważ powierzchnie dwóch marginesów wewnętrznych sumują się wizualnie.
- margines zewnętrzny – umiejscowiony jest na krańcach stronicy. Margines zewnętrzny często wykorzystywany jest do tworzenia marginaliów, czyli notek lub komentarzy, tworzonych mniejszym stopniem niż tekst główny i wyłamywanych na wysokości wiersza, do którego się odnoszą. W klasycznych układach książkowych zakłada się następującą proporcję: najwęższy – margines wewnętrzny, trochę szerszy – margines górny, potem – zewnętrzny i najszerszy – margines dolny[2]. Jest to jednak podział umowny, bowiem wszystko zależy od rodzaju publikacji, formatu książki oraz założonego projektu graficznego. Najważniejszym obowiązkiem projektanta przy tworzeniu marginesów jest zachowanie czytelności i przejrzystości tekstu oraz jego funkcjonalności.

Projektując wielkość marginesów należy pamiętać o innych elementach, które mogą zajmować ich powierzchnię: żywej paginie, paginacji, tytułach, przypisach czy odsyłaczach.